# Мушкудиани, Ольга Грамитоновна
Ольга Грамитоновна Мушкудиани (1914 год, Кутаисский уезд, Кутаисская губерния, Российская империя — неизвестно, Абхазская АССР, Грузинская ССР) — колхозница колхоза имени Стуруа Цулукидзевского района, Грузинская ССР. Герой Социалистического Труда (1950).

## Биография
Родилась в 1914 году в крестьянской семье в одном из сельских населённых пунктов Кутаисского уезда.
Окончила местную сельскую школу. В послевоенное время трудилась на чайной плантации колхоза имени Стуруа Цулукидзевского района.
В 1949 году собрала 7723 килограмма сортового зелёного чайного листа на участке площадью 0,5 гектара, что стало самым высоким достижением в чаеводстве в Грузинской ССР в этом году. Указом Президиума Верховного Совета СССР от 19 июля 1950 года удостоена звания Героя Социалистического Труда за «получение высоких урожаев сортового зелёного чайного листа и цитрусовых плодов в 1949 году» с вручением ордена Ленина и золотой медали «Серп и Молот» (№ 5240).
Этим же указом званием Героя Социалистического Труда была награждена труженица колхоза имени Стуруа Феодосия Алексеевна Рухадзе, которая собрала 7595 килограммов чайного листа. Эти трудовые достижения были вторым наивысшим результатом в чаеводстве в Грузинской ССР в 1949 году после показателей Ольги Мушкудиани.
В последующем переехала в Абхазскую АССР. Дата смерти не установлена.